# Moorea
Moorea – wyspa wulkaniczna w archipelagu Wysp Towarzystwa, wchodząca w skład Polinezji Francuskiej, położona 17 km na północny zachód od Tahiti. Wyspa ma powierzchnię 134 km² z ponad 16 tysiącami stałych mieszkańców (2007). Jest częścią gminy Moorea-Maiao, należącej do regionu Wysp Na Wietrze.

## Charakterystyka fizycznogeograficzna

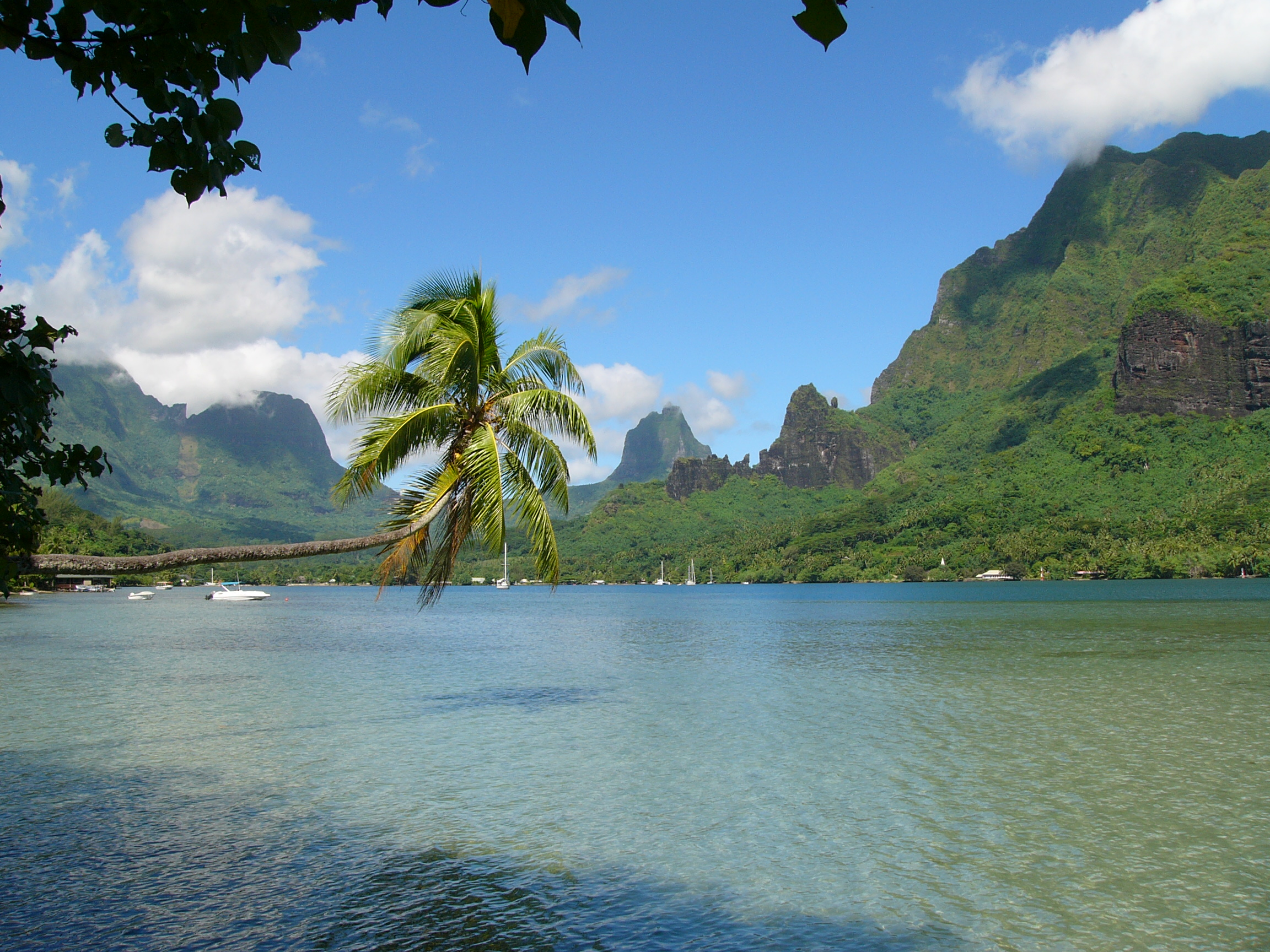
Zatoka Cooka na Moorei

Kształtem przypomina szeroki widelec z dwoma niemal symetrycznie położonymi zatokami na północnym wybrzeżu: Zatoką Cooka (Paopao) oraz Oponohu. Moorea, podobnie jak pozostałe wyspy archipelagu, powstała w wyniku działalności wulkanicznej.
Najwyższy szczyt to Tohivea (1207 m n.p.m.).
Posiada połączenia promowe z nabrzeża w miejscowości Vaiare ze stolicą Polinezji Francuskiej Papeete na Tahiti. Jest też lotnisko Moorea Temae o znaczeniu lokalnym, obsługujące połączenia z Papeete i pobliskimi wyspami.

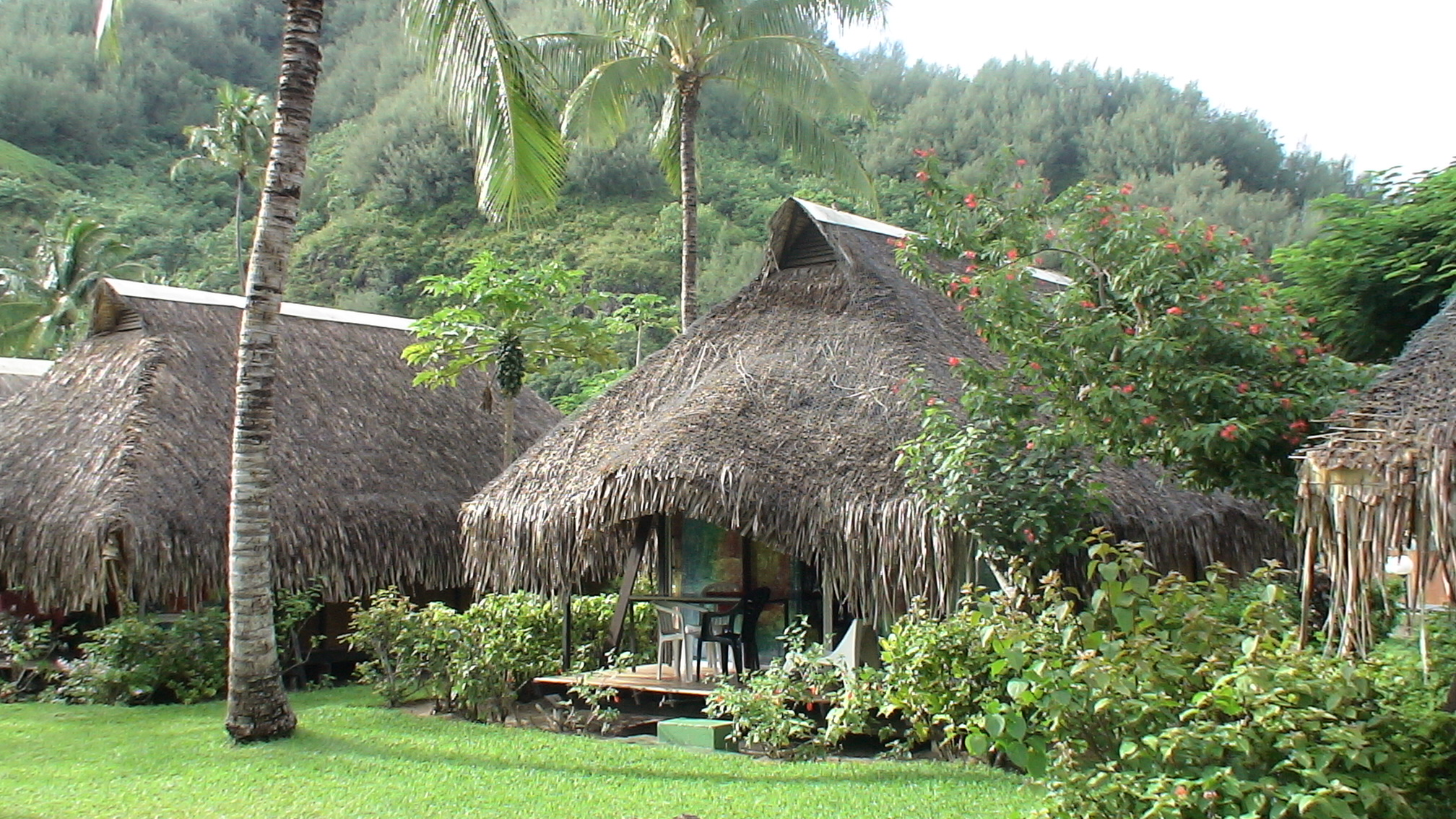
Hotel Hibiscus

Z powodu walorów krajobrazowych i dogodnego połączenia z Papeete Moorea jest często odwiedzana przez europejskich i amerykańskich turystów. Popularna jest zwłaszcza jako miejsce spędzania miesiąca miodowego przez nowożeńców.
Karol Darwin być może czerpał inspirację dla swej teorii, oglądając formację atoli koralowych wokół Moorea ze szczytu na Tahiti. Opisał ten widok jako „obrazek w ramce” w postaci raf koralowych otaczających wyspę.
Don the Beachcomber, amerykański restaurator, osiadł na Moorea, mieszkając w domu na łodzi, dopóki nie zniszczyły go tropikalne cyklony.
Moorea w lokalnym dialekcie oznacza żółtą jaszczurkę. Wcześniej nazywała się Aimeho.
Uniwersytet Kalifornijski utrzymuje stację badawczą na zachodnim wybrzeżu Zatoki Cooka.

## Miasta wyspy
- Afareaitu
- Haapiti
- Paopao